# Hannoverscher Sportverein von 1896
El Hannover 96, de nom complet Hannoverscher Sportverein von 1896, és un club de futbol alemany de la ciutat de Hannover.

## Història
El club es va fundar el 12 d'abril de 1896 amb el nom de Hannoverscher FC von 1896. Inicialment el club es dedicà a l'atletisme i al rugbi. A partir de l'any 1899 començà a practicar, també, el futbol. L'any 1913 es fusionà amb el Ballverein Hannovera von 1898 i el club esdevingué Hannoverscher Sportverein von 1896.
El club disputà la Gauliga Niedersachsen i posteriorment la Gauliga Südhannover-Braunschweig i guanyà el seu primer campionat alemany el 1938. La segona lliga l'aconseguí el 1954 derrotant a la final el 1. FC Kaiserslautern, que comptava amb cinc jugadors que foren campions del món aquell mateix any. També guanyà el campionat alemany amateur els anys 1960, 1964 i 1965.
Disputa els seus partits al Niedersachsenstadion, construït l'any 1954 i que fou remodelat l'any 2003, reanomenat AWD-Arena.

## Jugadors

### Plantilla 2024-25
A 4 febrer 2025 
| N. | Pos. | Nac. | Jugador                                          |
| -- | ---- | --- | ------------------------------------------------ |
| 1  | POR  | [[Fitxer:Flag of Germany.svg\|23x15px\|border \|alt=Alemanya\|link=Selecció de futbol d'Alemanya\|{{#if:\|]]                | Ron-Robert Zieler (capità)                       |
| 2  | DEF  | [[Fitxer:Flag of England.svg\|23x15px\|border \|alt=Anglaterra\|link=Selecció de futbol d'Anglaterra\|{{#if:\|]]            | Josh Knight                                      |
| 3  | DEF  | [[Fitxer:Flag of Germany.svg\|23x15px\|border \|alt=Alemanya\|link=Selecció de futbol d'Alemanya\|{{#if:\|]]                | Boris Tomiak                                     |
| 4  | DEF  | [[Fitxer:Flag of Germany.svg\|23x15px\|border \|alt=Alemanya\|link=Selecció de futbol d'Alemanya\|{{#if:\|]]                | Kenneth Schmidt (cedit pel SC Freiburg)          |
| 5  | DEF  | [[Fitxer:Flag of Germany.svg\|23x15px\|border \|alt=Alemanya\|link=Selecció de futbol d'Alemanya\|{{#if:\|]]                | Phil Neumann                                     |
| 6  | MIG  | [[Fitxer:Flag of Germany.svg\|23x15px\|border \|alt=Alemanya\|link=Selecció de futbol d'Alemanya\|{{#if:\|]]                | Fabian Kunze                                     |
| 7  | DAV  | [[Fitxer:Flag of Germany.svg\|23x15px\|border \|alt=Alemanya\|link=Selecció de futbol d'Alemanya\|{{#if:\|]]                | Jessic Ngankam (cedit per l'Eintracht Frankfurt) |
| 8  | MIG  | [[Fitxer:Flag of Germany.svg\|23x15px\|border \|alt=Alemanya\|link=Selecció de futbol d'Alemanya\|{{#if:\|]]                | Enzo Leopold                                     |
| 9  | DAV  | [[Fitxer:Flag of Germany.svg\|23x15px\|border \|alt=Alemanya\|link=Selecció de futbol d'Alemanya\|{{#if:\|]]                | Nicolò Tresoldi                                  |
| 10 | MIG  | [[Fitxer:Flag of Germany.svg\|23x15px\|border \|alt=Alemanya\|link=Selecció de futbol d'Alemanya\|{{#if:\|]]                | Jannik Rochelt                                   |
| 11 | MIG  | [[Fitxer:Flag of South Korea.svg\|23x15px\|border \|alt=Corea del Sud\|link=Selecció de futbol de Corea del Sud\|{{#if:\|]] | Lee Hyun-ju (cedit pel Bayern de Múnic II)       |
| 13 | MIG  | [[Fitxer:Flag of Germany.svg\|23x15px\|border \|alt=Alemanya\|link=Selecció de futbol d'Alemanya\|{{#if:\|]]                | Max Christiansen                                 |
| 14 | DAV  | [[Fitxer:Flag of Lebanon.svg\|23x15px\|border \|alt=Líban\|link=Selecció de futbol del Líban\|{{#if:\|]]                    | Husseyn Chakroun                                 |
| 15 | MIG  | [[Fitxer:Flag of Germany.svg\|23x15px\|border \|alt=Alemanya\|link=Selecció de futbol d'Alemanya\|{{#if:\|]]                | Noël Aséko Nkili (cedit pel Bayern de Múnic II)  |
| 16 | DAV  | [[Fitxer:Flag of Norway.svg\|23x15px\|border \|alt=Noruega\|link=Selecció de futbol de Noruega\|{{#if:\|]]                  | Håvard Nielsen                                   |

| N. | Pos. | Nac. | Jugador                                |
| -- | ---- | --- | -------------------------------------- |
| 17 | DEF  | [[Fitxer:Flag of Poland.svg\|23x15px\|border \|alt=Polònia\|link=Selecció de futbol de Polònia\|{{#if:\|]]   | Bartłomiej Wdowik (cedit pel SC Braga) |
| 19 | MIG  | [[Fitxer:Flag of Germany.svg\|23x15px\|border \|alt=Alemanya\|link=Selecció de futbol d'Alemanya\|{{#if:\|]] | Eric Uhlmann                           |
| 20 | DEF  | [[Fitxer:Flag of Germany.svg\|23x15px\|border \|alt=Alemanya\|link=Selecció de futbol d'Alemanya\|{{#if:\|]] | Jannik Dehm                            |
| 21 | DEF  | [[Fitxer:Flag of Japan.svg\|23x15px\|border \|alt=Japó\|link=Selecció de futbol del Japó\|{{#if:\|]]         | Sei Muroya                             |
| 23 | DEF  | [[Fitxer:Flag of Germany.svg\|23x15px\|border \|alt=Alemanya\|link=Selecció de futbol d'Alemanya\|{{#if:\|]] | Marcel Halstenberg (2n capità)         |
| 25 | MIG  | [[Fitxer:Flag of Germany.svg\|23x15px\|border \|alt=Alemanya\|link=Selecció de futbol d'Alemanya\|{{#if:\|]] | Lars Gindorf                           |
| 28 | MIG  | [[Fitxer:Flag of Germany.svg\|23x15px\|border \|alt=Alemanya\|link=Selecció de futbol d'Alemanya\|{{#if:\|]] | Montell Ndikom                         |
| 29 | MIG  | [[Fitxer:Flag of Sweden.svg\|23x15px\|border \|alt=Suècia\|link=Selecció de futbol de Suècia\|{{#if:\|]]     | Kolja Oudenne                          |
| 30 | POR  | [[Fitxer:Flag of Germany.svg\|23x15px\|border \|alt=Alemanya\|link=Selecció de futbol d'Alemanya\|{{#if:\|]] | Leo Weinkauf                           |
| 32 | DAV  | [[Fitxer:Flag of Germany.svg\|23x15px\|border \|alt=Alemanya\|link=Selecció de futbol d'Alemanya\|{{#if:\|]] | Andreas Voglsammer                     |
| 35 | POR  | [[Fitxer:Flag of Germany.svg\|23x15px\|border \|alt=Alemanya\|link=Selecció de futbol d'Alemanya\|{{#if:\|]] | Leon-Oumar Wechsel                     |
| 37 | DEF  | [[Fitxer:Flag of Germany.svg\|23x15px\|border \|alt=Alemanya\|link=Selecció de futbol d'Alemanya\|{{#if:\|]] | Brooklyn Ezeh                          |
| 38 | DAV  | [[Fitxer:Flag of Germany.svg\|23x15px\|border \|alt=Alemanya\|link=Selecció de futbol d'Alemanya\|{{#if:\|]] | Thaddäus-Monju Momuluh                 |
| 40 | DAV  | [[Fitxer:Flag of Wales 2.svg\|23x15px\|border \|alt=Gal·les\|link=Selecció de futbol de Gal·les\|{{#if:\|]]  | Rabbi Matondo (cedit pel Rangers FC)   |

## Palmarès
- 2 Lliga alemanya de futbol: 1938, 1954.
- 1 Copa alemanya de futbol: 1992.
- 2 Campionat alemany amateur: 1960, 1964, 1965.